# Sele (Šentjur)
Sele is een plaats in Slovenië en maakt deel uit van de gemeente Šentjur in de NUTS-3-regio Savinjska. De plaats telde 27 inwoners op 1 januari 2020.